# 魏繼光
魏繼光，資深香港傳媒人，曾兩度出任香港老牌報紙《成報》總編輯。於2008年8月起重返《成報》擔任總編輯，於2009年1月13日，曾因犯下嚴重錯誤遭即時革職，惟一星期後即重返《成報》擔任顧問，不久之後恢復總編輯原職。

## 生平
2008年8月，《成報》公佈新人事任命，由梁立人擔任社長，魏繼光出任總編輯。梁立人於9月便告離職。
2009年1月13日，《成報》因於報章內「當年今日」版，不慎刊登了東方報業集團創辦人馬惜如當年遭通輯新聞的舊版面。翌日於頭版刊登道歉聲明，並指總編輯魏繼光因犯了嚴重的錯失，已遭到革職，「當年今日」版面亦暫時停止刊登。
2009年5月，《成報》慶祝70周年鑽禧紀念，假座灣仔香港會議展覽中心大會堂舉行隆重的慶祝儀式，晚宴筵開逾150席。總編輯魏繼光致辭說：「《成報》是本港歷史最悠久的報章之一，不少讀者的家庭更是連續多代的忠實讀者，此點足以令他非常自豪。」
2009年7月3日，魏繼光以《成報》總編輯身份，在由傳統左派報人組成的香港新聞工作者聯會第十三屆周年會員大會上，與《大公報》社長姜在忠、《都市日報》亞洲區行政總裁顧堯坤，一同獲通過增補為理事。

2011年11月, 魏繼光宣布向有報界「袖珍博物館」之稱, 據聞價值數千萬元的港人寶貴資產 — 成報資料室。
2012年5月，《成報》73周年報慶，自設頒獎禮表揚優秀員工，由魏繼光親自頒獎。

## 外部連結
- 成報網頁
- 香港新聞工作者聯會網頁